# Alexandre Antonelli
Alexandre Antonelli, född 15 augusti 1978 i Brasilien, är en svensk professor i biologisk mångfald och systematik. Han är forskningschef vid Royal Botanic Gardens, Kew i Storbritannien samt professor vid Göteborgs universitet, gästprofessor vid University of Oxford och forskningsledare för en internationell forskargrupp.

## Biografi
År 2003 avlade Antonelli masterexamen i biologi vid Göteborgs universitet. År 2008 disputerade han vid samma universitet med en avhandling om evolutionen av den biologiska mångfalden i tropiska Amerika. Efter doktorsexamen arbetade han vid Institutionen för systematisk och evolutionär botanik på Zürichs universitet. År 2010 återvände han till Sverige och erbjöds tjänsten som vetenskaplig intendent på Göteborgs botaniska trädgård, vilken han innehade fram tills 2019.  Sedan 2010 har han lett en tvärvetenskaplig och internationell forskargrupp samt arbetat som forskare och lärare på Institutionen för Biologi och Miljövetenskap vid Göteborgs universitet, där han vid 36 års ålder promoverades till Professor. År 2017 var Antonelli med och grundade Göteborgs Centrum för Globala Biodiversitetsstudier. Han var centrets första föreståndare fram till år 2019. Mellan åren 2010 och 2019 var Antonelli även forskningsrådgivare vid Universeum. 
Antonelli valdes in i Sveriges unga akademi 2016 och var ledamot fram till 2019 då han erhöll tjänsten som forskningschef vid Royal Botanical Gardens, Kew.
Han är biträdande redaktör för den akademiska tidskriften Systematic Biology.
Den 11 augusti 2021 var Antonelli värd för Sommar i P1.

## Forskning

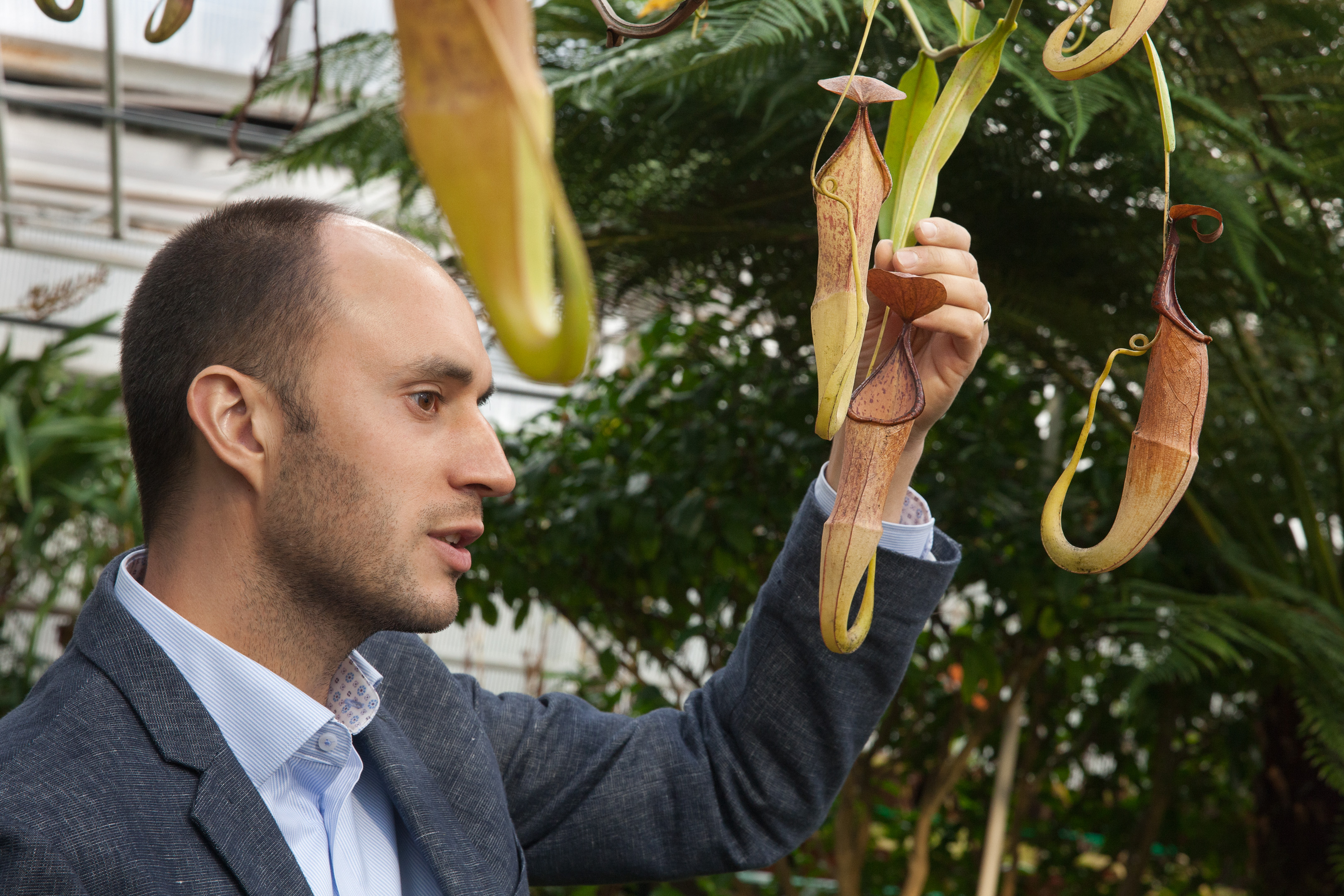
Alexandre Antonelli guidar i växthus.

Antonelli är mest känd för sin forskning om den biologiska mångfalden i tropiska områden, framförallt i den Neotropiska regionen. Han har studerat hur Amazonas artrikedom utvecklades genom årmiljonerna, hur Andernas bergskedja påverkat livsförutsättningarna för ett stort antal arter i bergsmiljöer och på låglandet, och den biologiska betydelsen av anslutningen mellan Syd- och Centralamerika efter miljontals år av isolering.
År 2020 ledde Antonelli den stora internationella rapporten State of the World’s Plants and Fungi och ett associerat samlingsnummer i den vetenskapliga tidskriften Plants, People, Planet.
Antonelli har publicerat över 160 expertgranskade artiklar och bokkapitel, över 65 populärvetenskapliga artiklar, och gett över 250 föreläsningar. Enligt Google Scholar har han (2021) citerats nästan 12 000 gånger och har ett h-index på 53.

## Namngivna växter
Växten Siphocampylus antonellii är uppkallad efter Alexandre Antonelli av Lagom. & D. Santam (Campanulacea).

### Växter som Alexandre Antonelli har namngett
Ciliosemina Antonelli (Rubiaceae).
Ciliosemina pedunculata (H.Karst.) Antonelli (Rubiaceae).
Ciliosemina purdieana (Wedd.) Antonelli (Rubiaceae).
Cordiera montana C. H. Perss., Delprete & Antonelli (Rubiaceae).

## Utmärkelser
Ebbe Nielsen Award, 1:a pris (2021).
Web of Science/Clarivate ‘Highly Cited Researchers’ (2020)
Fellow, the Royal Society of Biology (2020-)
Ebbe Nielsen Award, 1:a pris (2020).
Cisneros Visiting Scholar, DRCLAS, Harvard University (2017-8).
'Sveriges 100 häftigaste forskare' (2017).
Framtidens forskningsledare, Stiftelsen för strategisk forskning (2016)
Ebbe Nielsen Award, 2:a pris (2016).
Invald ledamot i Sveriges unga akademi (2016–2019).
Invald ledamot i Kungliga Vetenskaps- och Vitterhets-Samhället i Göteborg (2016–).
Invald ledamot i Young Academy of Europe (2013–).
Naturvetenskapliga fakultetens forskningspris (2015)
Wallenberg Academy Fellow, Knut och Alice Wallenberg Stiftelse (2014)